# O'Carroll
Gli O'Carroll (in irlandese: O Cearbhaill) sono una famiglia reale irlandese. Vantano la discendenza dalla stirpe reale degli Eoganachta, il cui fondatore fu Ailill Aulom, sovrano supremo d'Irlanda.

## Origini e storia
Il casato ha antiche origini gaeliche. Il primo ad usare questo cognome fu Monach O'Carroll, figlio di Eile Righ Dhearg, meglio noto come Eile il Rosso. Eile era fratello di Cian, fondatore del Clan Cian e figlio del primo Re del Munster Unito Ailill Ollamh e di Lady Sabina, che lo sposò in secondo nozze. Sabina era figlia di Conn Ceadcatha, soprannominato Conn delle Cento battaglie, Re di tutta l'Irlanda.
Re di Ely nel 1205 era Fionn O'Carroll, figlio del citato Monach. Durante il Medioevo e fino al 1552 la famiglia governava il regno irlandese di Ely O'Carroll. L'ultimo monarca fu Tiege Caoc O'Carroll, il quale si arrese ai Tudor, che unificarono l'Irlanda, allora divisa in diversi regni, in un unico regno, prima dell'annessione all'Inghilterra. In seguito la famiglia fu integrata nella nobiltà irlandese e mantenne la baronia di Ely sotto il dominio britannico.
Nei secoli si formarono diversi rami a partire dai due originari rami sovrani della famiglia: gli O'Carroll di Ely (in irlandese Éile) e quelli di Oriel. Un ramo si spostò nel Maryland e alcuni suoi membri sono tra i firmatari della Dichiarazione d'Indipendenza Americana e della Costituzione Americana

## Genealogia

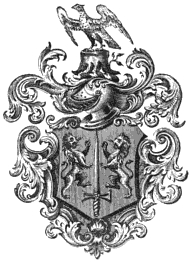
Stemma della famiglia O'Carroll.

Si riporta una parziale e sommaria genealogia del casato, con la discendenza degli O'Carroll trasferitisi in America:
- Domhnall O'Carroll, Re di Éile (Ely);
- Dónal Dhearg O'Carroll, il Rosso, Re di Éile (Ely);
- Guglielmo Álainn O'Carroll, il Bello, Re di Éile (Ely)
- Donogh O'Carroll, Re di Éile (Ely)
- Teige Caoc O'Carroll, ultimo Re di Éile (Ely)
- Donough O'Carroll;
- Antonio O'Carroll;
- Daniel O'Carroll di Littermurna, (1629-1688);
- Carlo Carroll I , il Colonizzatore (1661-1720);
- Carlo Carroll II di Annapolis, (1702-1782);
- Carlo Carroll III di Carrollton, (1737-1832), membro del Parlamento, firmatario della Dichiarazione d'Indipendenza Americana (1776);
- Carlo Carroll IV di Homewood, (1775-1825);
- Carlo Carroll V, (1801-1862)
- John Lee Carroll, (1830-1911), Governatore del Maryland;
- Luisa Maria Carroll (1832-1894), sposò George Cavendish-Taylor (1826-1889);
- Kean Carroll (1663-1701?), fratello di Carlo Carroll il Colonizzatore;
- Daniel Carroll I, (1696-1751);
- Daniel Carroll II, (1730-1796), membro del Parlamento, primo Senatore statunitense del Maryland;
- Mons. Giovanni Carroll, (1735-1815), Vescovo e poi Arcivescovo di Baltimora.

Nel 1877 vivevano a Dublino Frederic John O'Carroll e il padre Frederic Francis, proveniente da Dunmore, Contea di Galway in Irlanda). Si traccia qui la genealogia degli O'Carroll che vissero in questi ultimi secoli nella Contea di Galway:
```
A. John O' Carroll, principe di Ely
  B1. Mulrona o Maolrnadaidh, da cui discendono gli O'Carroll del Maryland
  B2. Donogh
      B1. Teige
          C1. Cian
              D1. Donogh
                  E1. John, di Beagh, Contea di Galway, dove fu trapiantato da 
Oliver Cromwell

                     F1. Redmond (nato a Ardagh, Contea di Galway)
                         G1. Edmond (nato a Ardagh, Contea di Galway)
                              H1. John (di Turlogh, Contea di Galway)
                                   I1. Frederic Francis (Kiltevnet, Dulmore, Contea di Galway), risiedette a 
Dublino
 
                                       L1. Frederic John (
Dublino
)
```